# 爱德华·钱宁
爱德华·钱宁（1856年6月15日—1931年1月7日）是一位美国历史学家，哈佛大学教授，主要作品有获得1926年普利策历史奖的六卷本《美国历史》（History of the United States）等。